# Charles-Émile Trudeau
 (juin 2022).
La mise en forme du texte ne suit pas les recommandations de Wikipédia : il faut le « wikifier ».
Les points d'amélioration suivants sont les cas les plus fréquents. Le détail des points à revoir est peut-être précisé sur la page de discussion.
- Les titres sont pré-formatés par le logiciel. Ils ne sont ni en capitales, ni en gras.
- Le texte ne doit pas être écrit en capitales (les noms de famille non plus), ni en gras, ni en italique, ni en « petit »…
- Le gras n'est utilisé que pour surligner le titre de l'article dans l'introduction, une seule fois.
- L'italique est rarement utilisé : mots en langue étrangère, titres d'œuvres, noms de bateaux, etc.
- Les citations ne sont pas en italique mais en corps de texte normal. Elles sont entourées par des guillemets français : « et ».
- Les listes à puces sont à éviter, des paragraphes rédigés étant largement préférés. Les tableaux sont à réserver à la présentation de données structurées (résultats, etc.).
- Les appels de note de bas de page (petits chiffres en exposant, introduits par l'outil «  Source ») sont à placer entre la fin de phrase et le point final[comme ça].
- Les liens internes (vers d'autres articles de Wikipédia) sont à choisir avec parcimonie. Créez des liens vers des articles approfondissant le sujet. Les termes génériques sans rapport avec le sujet sont à éviter, ainsi que les répétitions de liens vers un même terme.
- Les liens externes sont à placer uniquement dans une section « Liens externes », à la fin de l'article. Ces liens sont à choisir avec parcimonie suivant les règles définies. Si un lien sert de source à l'article, son insertion dans le texte est à faire par les notes de bas de page.
- La présentation des références doit suivre les conventions bibliographiques. Il est recommandé d'utiliser les modèles {{Ouvrage}}, {{Chapitre}}, {{Article}}, {{Lien web}} et/ou {{Bibliographie}}. Le mode d'édition visuel peut mettre en forme automatiquement les références.
- Insérer une infobox (cadre d'informations à droite) n'est pas obligatoire pour parachever la mise en page.

Pour une aide détaillée, merci de consulter Aide:Wikification.
Si vous pensez que ces points ont été résolus, vous pouvez retirer ce bandeau et améliorer la mise en forme d'un autre article.
Charles-Émile Trudeau
Joseph Charles-Émile « Charley » Trudeau, né le 5 juillet 1887 à Saint-Michel-de-Napierville au Québec et mort le 10 avril 1935 à Orlando aux États-Unis, est un avocat et homme d'affaires canadien-français. Il est le père du 15e premier ministre du Canada, Pierre Elliott Trudeau, et le grand-père du 23e premier ministre du Canada, Justin Trudeau.

## Vie et carrière
Charles-Émile Trudeau nait à Saint-Michel-de-Napierville, au Québec, le 5 juillet 1887. Il est le fils de Joseph Trudeau (1848 - 1919), un fermier semi-lettré, et de Malvina Cardinal (1849 - 1931), dont le propre père était Solime Cardinal (1815 - 1897), maire de Saint-Constant. Malvina insiste pour que ses fils reçoivent une solide éducation et son mari accepte de les envoyer au Collège Sainte-Marie. Trudeau étudie le droit à l'Université Laval à Montréal, qui est devenue en 1919 l'Université de Montréal. Après dix ans de fréquentation, il épouse Grace Elliott (1890 - 1973), la fille d'un important entrepreneur écosso-québécois, Philip Armstrong Elliott (1859-1936), et de son épouse Sarah Sauvé (1857-1899), le 11 mai 1915 à Montréal, à l'église catholique romaine Saint-Louis-de-France, située à l'angle de la rue Roy et de l'avenue Laval, qui sera détruite par un incendie en 1933. Ils ont eu quatre enfants, dont le premier est mort à la naissance. Charles-Émile Trudeau était considéré comme sociable, exubérant et excessif.
Trudeau, avocat de formation, pratique pendant 10 ans auprès d'Ernest Bertrand, alors le principal procureur de la Couronne, ainsi qu'auprès de Charles E. Guérin. Trudeau accumule une fortune en construisant des stations-service dans la région de Montréal et en mettant sur pied en 1921, un programme de fidélisation connu sous le nom de l'Association des propriétaires d'automobiles, qui, en 1932, comptait 15 000 membres fréquentant les 30 stations-service de Trudeau. Il vend son entreprise à Champlain Oil Products Limited pour un million de dollars, tout en restant au service de Champlain en tant que directeur général de cette filiale. Parmi ses autres investissements, Trudeau s'intéresse aux sociétés minières. Passionné de baseball, il est le plus important actionnaire et membre du conseil d'administration de l'équipe des Royaux de Montréal, et le vice-président de l'équipe au moment de sa mort,. Il est également vice-président du parc Belmont de Montréal et un philanthrope de premier plan, notamment en tant que bienfaiteur de l'Hôpital Sainte-Jeanne d'Arc, dont il est également le directeur au moment de sa mort,,.
Sur le plan politique, Trudeau est un fervent partisan du Parti conservateur, s'opposant au premier ministre libéral de l'époque, William Lyon Mackenzie King. Pierre Elliott Trudeau s'est plus tard rappelé que « les disputes politiques n'ont jamais manqué de vivacité » entre Charles-Émile Trudeau et ses amis.

## Mort et héritage
En avril 1935, alors qu'il est à Orlando, en Floride, avec les Royaux, il meurt d'une pneumonie et est inhumé dans le caveau familial au cimetière de Saint-Rémi-de-Napierville. Pierre Elliott Trudeau a hérité de l'argent provenant de l'entreprise de son père. Trudeau a servi d'inspiration au futur premier ministre. Comme le rappelle Jim Coutts, aide de camp de Pierre Trudeau, ce dernier « parlait parfois de son père, qu'il admirait beaucoup, mais qui était trop occupé pour comprendre les intérêts de son fils ou passer beaucoup de temps avec lui ». Pierre Trudeau a nommé son troisième fils, Michel Charles Émile Trudeau, en l'honneur de Charles-Émile Trudeau.